# Cnephora cocapata
Cnephora cocapata là một loài bướm đêm trong họ Geometridae.